# Diphysa vesicaria
Diphysa vesicaria är en ärtväxtart som beskrevs av Marcus Eugene Jones. Diphysa vesicaria ingår i släktet Diphysa och familjen ärtväxter. Inga underarter finns listade i Catalogue of Life.